# Czermień błotna

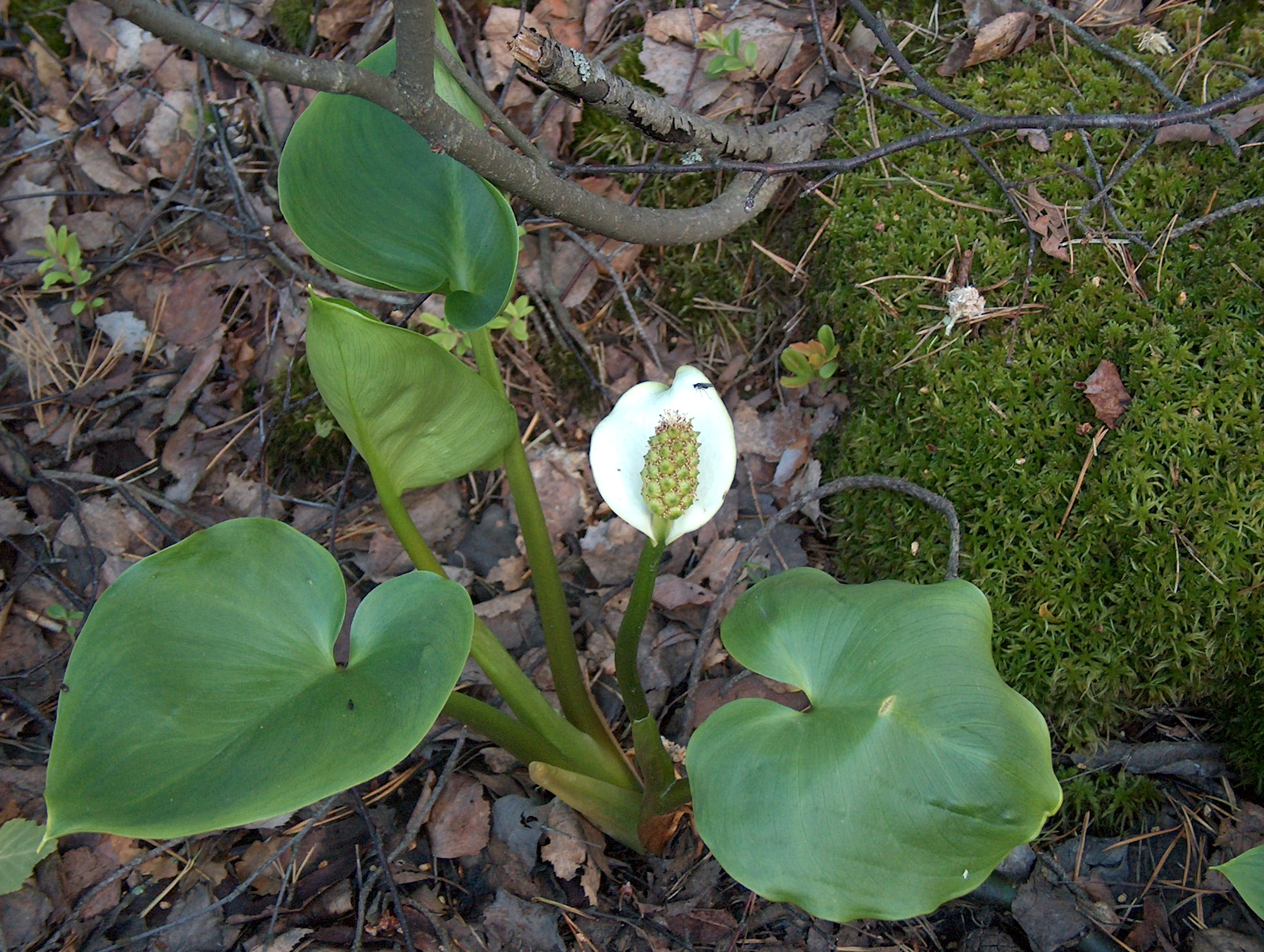
Pokrój

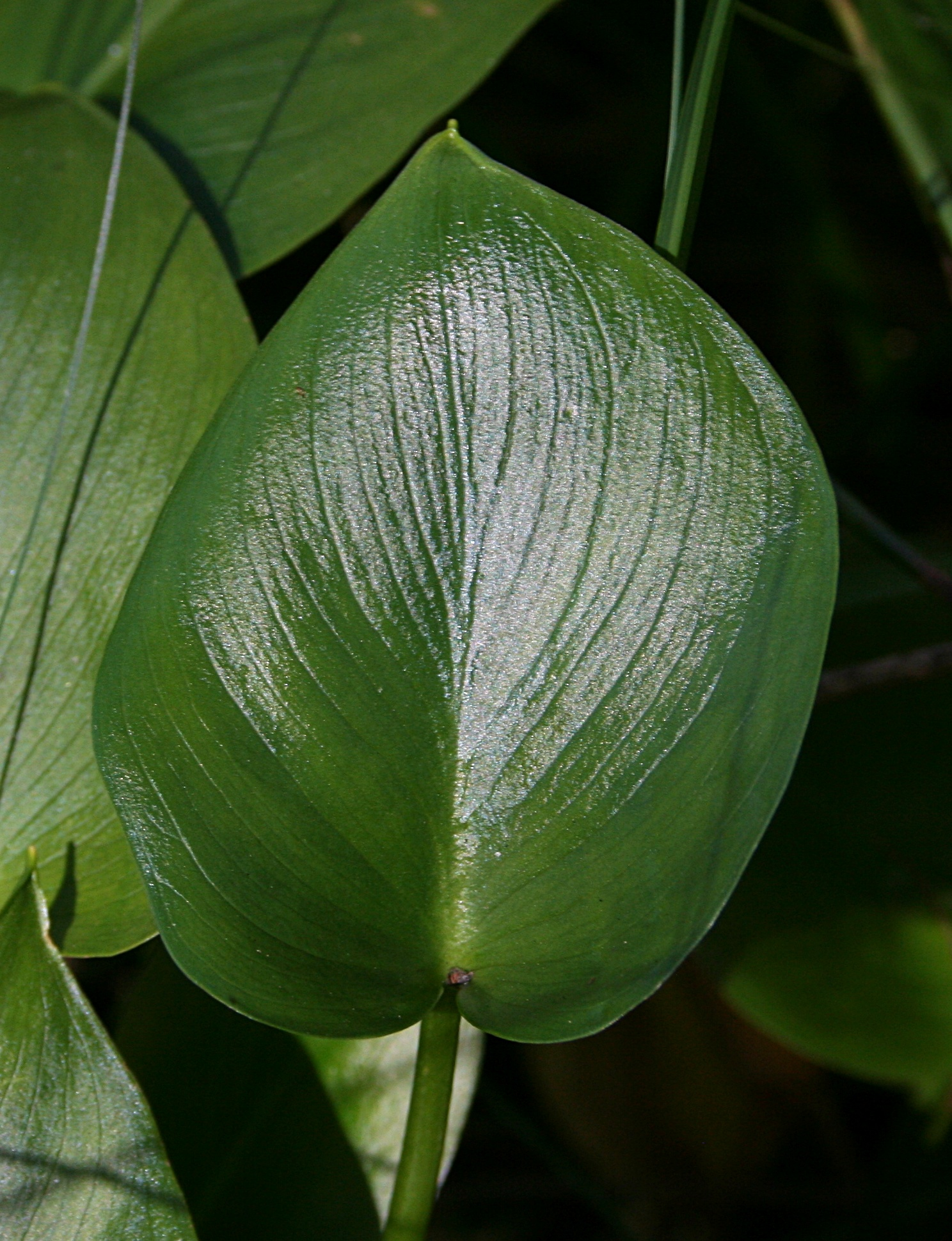
Liść

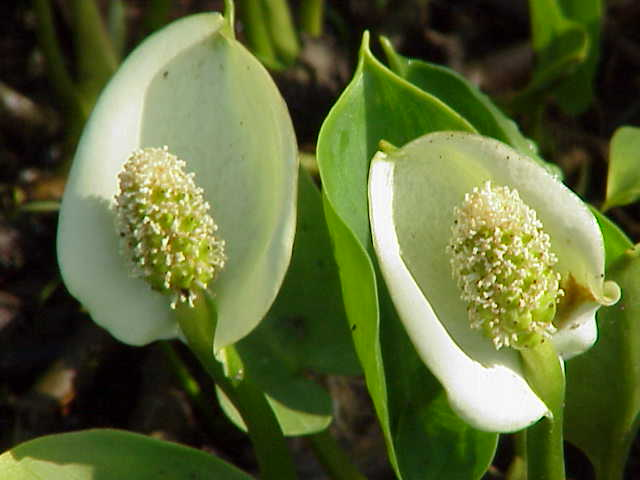
Kwiatostany

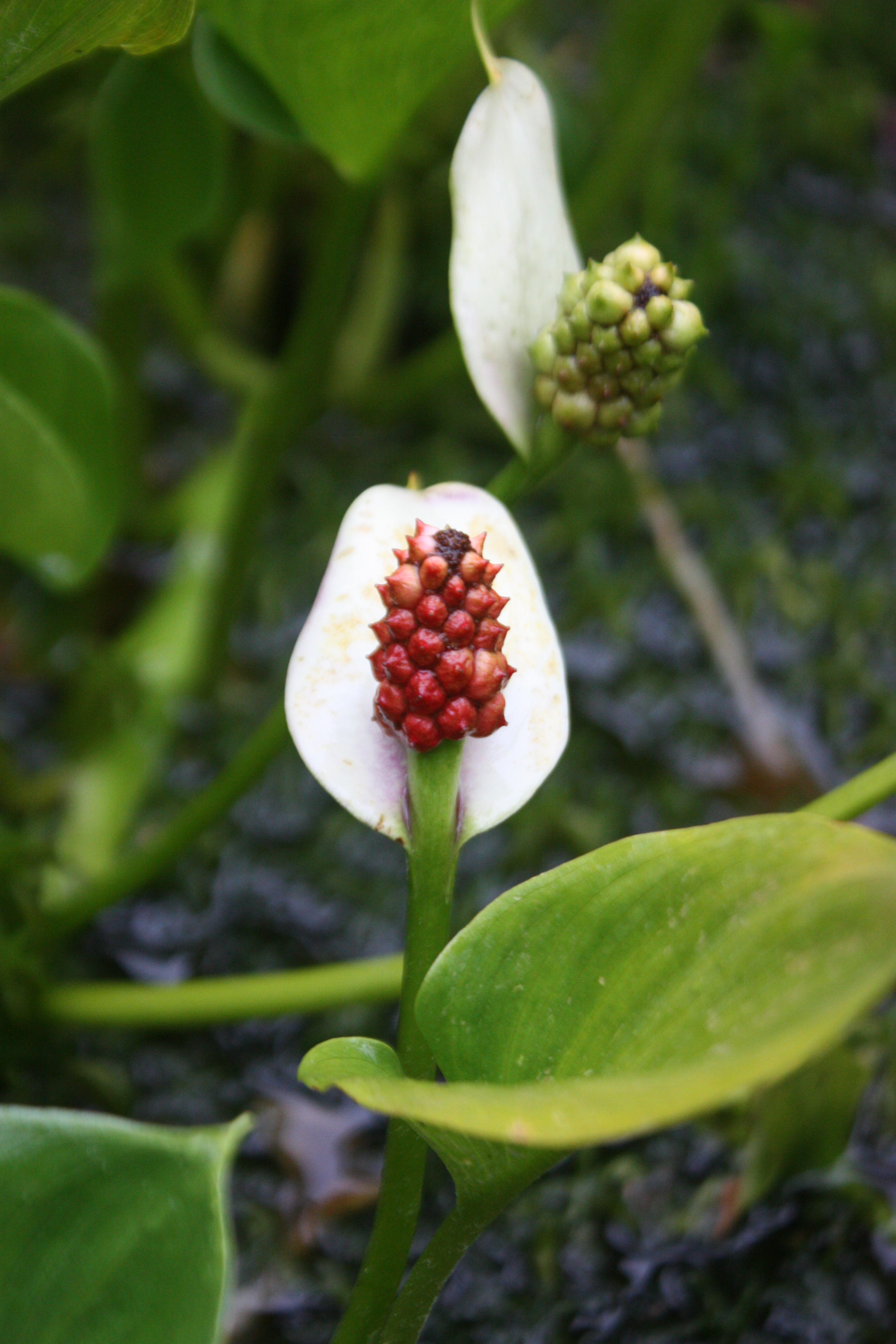
Owocostany

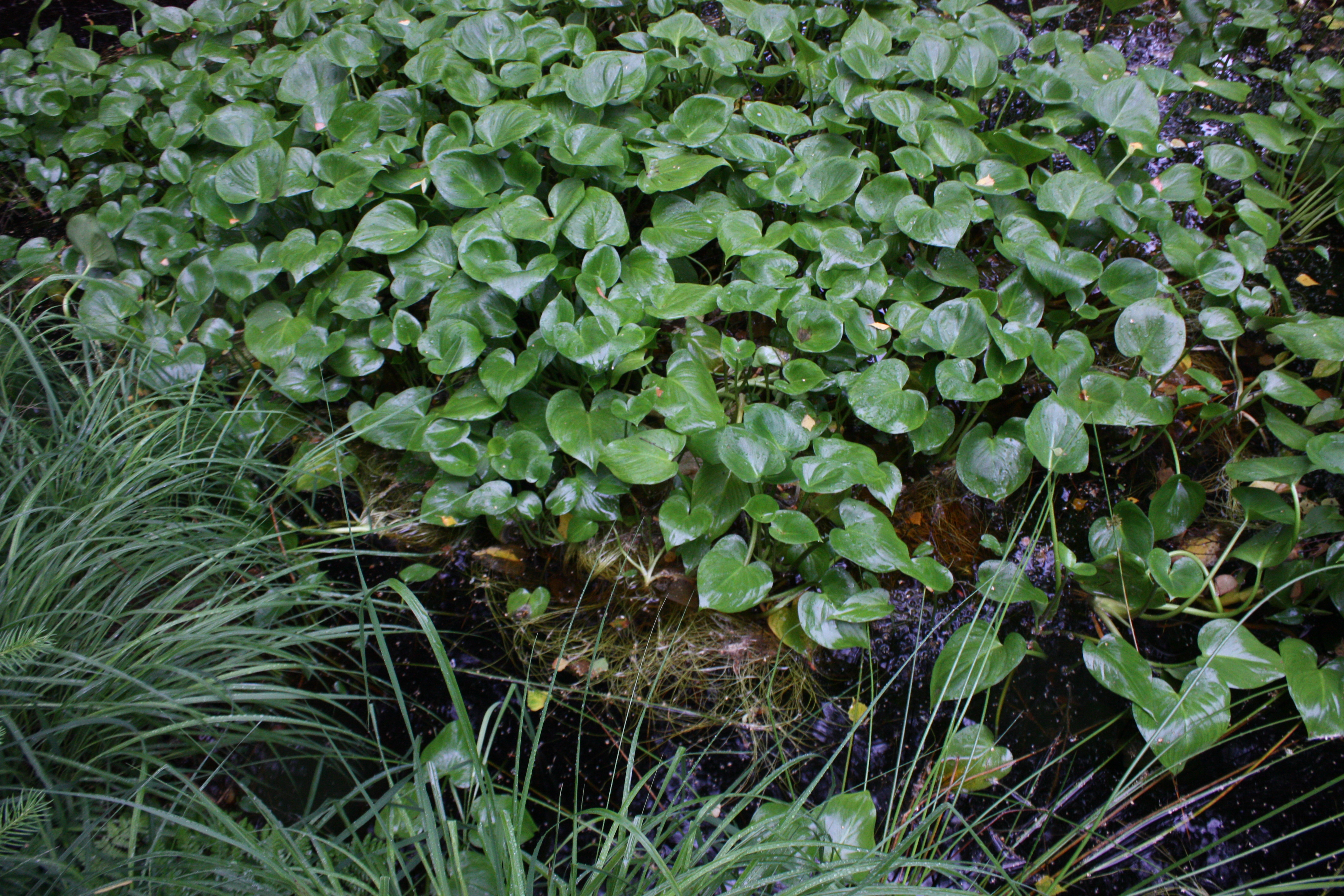
Stanowisko w Słowińskim Parku Narodowym

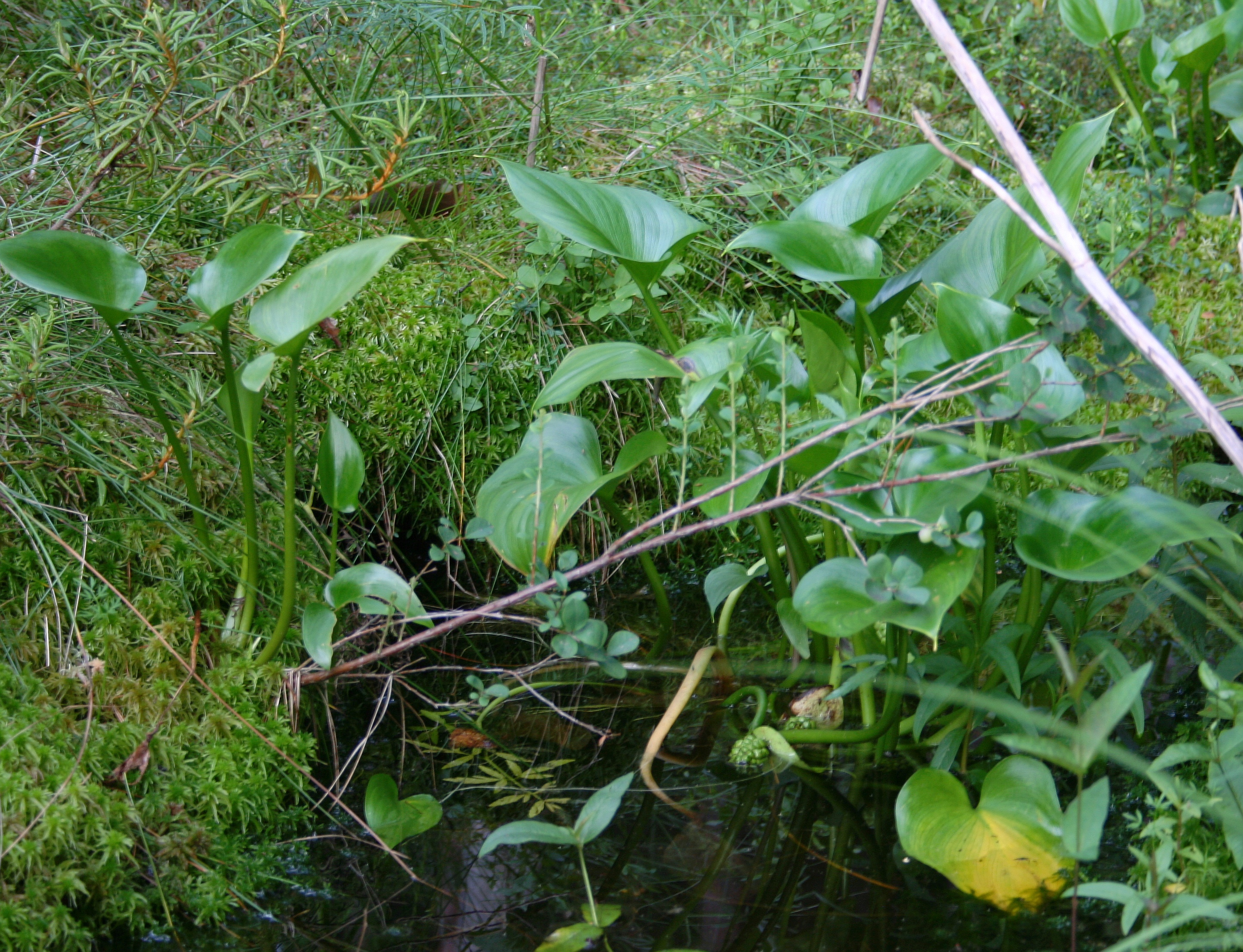
Stanowisko w Wigierskim Parku Narodowym

Czermień błotna, d. czermień błotny, czerwień błotny, wodna wsza (Calla palustris L.) – gatunek rośliny z monotypowego rodzaju czermień (Calla), z rodziny obrazkowatych (Araceae). Występuje na obszarze od Europy Środkowej i Wschodniej po wschodnią Azję, a także w Ameryce Północnej. Rośnie na kwaśnych mokradłach i brzegach zbiorników. Roślina jest trująca, ale właściwości te zanikają po suszeniu lub gotowaniu. Wykorzystywana jest jako ozdobna do nasadzeń nad zbiornikami wodnymi, jest też jadalna (po obróbce), a dawniej stosowana była też jako lecznicza.

## Rozmieszczenie geograficzne
Gatunek rodzimy dla obszarów półkuli północnej klimatu umiarkowanego i subarktycznego, występujący od Europy Środkowej i Wschodniej po Japonię, a także w Ameryce Północnej. W Europie najdalej na zachód sięga do północnej Francji i Belgii, na południu sięga do pogórza Alp i Karpat, z rozproszonymi stanowiskami w tych pasmach (brak na Węgrzech, ale sięga do Rumunii), dalej na wschód rośnie w europejskiej części Rosji do zachodniej Syberii. Granica północna biegnie przez południowe krańce Norwegii (na Wyspach Brytyjskich występuje tylko jako gatunek introdukowany), wzdłuż wschodniego pogórza Gór Skandynawskich po północną Szwecję i Finlandię. W Azji gatunek rozproszony w Syberii, coraz rzadszy ku wschodowi, po czym znów pojawia się nieco częściej w Kraju Nadmorskim, w południowym Sachalinie i na Hokkaido, na pojedynczych stanowiskach obecny jest na Kamczatce. Na kontynencie północnoamerykańskim zwarty zasięg tego gatunku obejmuje południowo-wschodnią Kanadę, północno-wschodnią część Stanów Zjednoczonych wraz z Krainą Wielkich Jezior. Dalej na zachód gatunek rozproszony jest na rozległych obszarach Kanady sięgając na północy po Alaskę.
W Polsce czermień błotna występuje dość pospolicie na terenie całej Polski niżowej po Podkarpacie. W Karpatach polskich gatunek jest rzadki i zagrożony z uwagi na eksploatację torfowisk. Najwyżej położone w Polsce stanowisko (potwierdzone w 2001) znajduje się nad Smreczyńskim Stawem w Tatrach (1226 m n.p.m.).

## Morfologia
PokrójPłożąca roślina zielna, osiągająca wysokość 15–40 cm.
ŁodygaPoziome, zielone, dęte/gąbczaste kłącze o długości do 50–100 cm i średnicy do 1–3 cm, płożące się zwykle bezpośrednio na powierzchni podłoża. Kłącze rozgałęzia się sympodialnie, przy czym mimo że pąki powstają w każdym węźle – rozgałęzienia są bardzo rzadkie.
KorzenieKorzenie przybyszowe powstają w węzłach kłącza. Są kruche, mało rozciągliwe, sięgają do 0,6–0,8 m głębokości.
LiścieLiście pojawiają się w dwóch szeregach na całej długości kłącza, skupione przy jego wierzchołku. Ogonki liściowe gąbczaste, wzniesione, o długości (5-)10–30(-40) cm. U nasady liści długie i wolne języczki. Blaszki liściowe połyskliwe, jasnozielone, całobrzegie, szeroko jajowate do niemal okrągłych, z sercowatą nasadą i spiczastym lub kończykowatym wierzchołkiem, o wymiarach (5-)6–12(-14)×4–11(-12) cm. Użyłkowanie liścia łukowate. Brzegi liścia zwykle zawijają się nieco do środka.
KwiatyRoślina jednopienna. Kwiatostan typu kolbiastego pseudancjum wyrasta na wzniesionej szypułce o długości 15–30 cm i średnicy 8–12 mm. Pochwa kwiatostanu (spatha) jajowata do eliptycznej, płasko otwarta, wewnątrz (doosiowo) biała, a od zewnątrz (odosiowo) całkowicie lub częściowo zielona, o wymiarach 4–6×3–3,5 cm, ostro zakończona kończykiem. Kolba osadzona na krótkim trzonku, cylindryczna, żółtawo-zielona, o długości 1,5–3 cm i szerokości do 1,3 cm, całkowicie pokryta kwiatami obupłciowymi, drobnymi i pozbawionymi okwiatu. Niekiedy na wierzchołku tylko z kwiatami męskimi. Kwiaty obupłciowe z (6-)9–12 pręcikami dwóch typów: zewnętrzne z szerokimi nitkami i wewnętrzne z wąskimi nitkami pręcików, główki pręcików żółte, zewnątrzpylne. Wzór kwiatowy to: *A6–9 G(3_). Zalążnie jednokomorowe, zawierające od 6 do 9(-10) anatropowych zalążków, szyjka słupka krótka. Istnieją doniesienia o roślinach tworzących w jednej pochwie więcej niż jedną kolbę (do 4).
OwocCzerwone jagody o wymiarach 6–12×5–10 mm, zebrane w kolbowaty owocostan. Zawierają po (2-)4–8(-14) nasion. Nasiona są brązowe, cylindryczne, eliptyczne lub jajowate, o długości 3–5 mm, z twardą łupiną nasienną, obfitym bielmem, otoczone galaretowatym i lepkim śluzem.

## Biologia
RozwójCzermień błotna jest wieloletnim, hygrofitycznym hydrofitem, helofitem, geofitem lub chamefitem. Kwitnie od maja do sierpnia – w zależności od warunków klimatycznych (na południe od Bałtyku – od maja, w południowej Skandynawii – od czerwca, w środkowej – od lipca, a na północnych krańcach zasięgu – w sierpniu). Jej przedsłupne kwiaty są zapylane przez owady. Najczęściej kwiatostany odwiedzają bzygowate Syrphidae. Niektóre źródła przypisują także ślimakom możliwość zapylania ich kwiatów. Po dojrzeniu owoców w końcu lata, kolba pokłada się i zanurza w wodzie. Nasiona otoczone śluzem mogą pływać i są przenoszone przez wodę (hydrochoria) lub przylepiając się do ptaków są transportowane na powierzchni ich ciał (epizoochoria). Rośliny rozmnażają się także wegetatywnie za pomocą kłącza. Kłącze kontynuuje wzrost z pąka w kącie liścia wspierającego pęd kwiatostanowy. Wzrost ten jest bardzo szybki – w pierwszym sezonie wyrasta wzdłuż tego odcinka kłącza od 6 do 12 liści, z czego jeden lub dwa rozwijają się jeszcze przed rozwinięciem się kwiatostanu. W ciągu jednego sezonu kłącze może przyrosnąć o ponad 1 m długości. Po okresie spoczynku zimowego, kiedy to kłącze zamiera z wyjątkiem części szczytowej, wyrastają kolejne dwa liście i pęd kwiatostanowy kończący wzrost. Z pąka u jego nasady wyrasta kolejne odgałęzienie przedłużające rozwój rośliny. Z każdego kłącza wyrasta w danym roku jeden pęd kwiatostanowy. Kiełkowanie nasion jest hipogeiczne. Młode siewki przypominają kształtem rośliny dorosłe, z wyjątkiem pierwszego liścia, który jest bardzo zredukowany. Kolejne jednak, poza mniejszymi rozmiarami, nie różnią się od liści dojrzałych. Młode, rozwijające się liście zwinięte są rurkowato i ustawione pionowo, co interpretowane jest jako adaptacja chroniąca przed przegrzaniem. Z zamierającego kłącza uwalniane bywają pąki śpiące, dające wiosną początek nowym roślinom.
Cechy fitochemiczneRoślina trująca, zawiera alkaloid aroinę i kryształy szczawianu wapnia. Przy kontakcie ze śluzówką układu pokarmowego powoduje silne, bolesne pieczenie oraz stan zapalny warg, języka, gardła, utrudnione jest mówienie, a po spożyciu w większych ilościach może wywołać biegunkę (także krwawą) i paraliż. Kontakt soku rośliny ze skórą wywołuje silne podrażnienie miejscowe lub ogólne. W wyniku obrzęków może wystąpić duszność. Także przy kontakcie z oczami występuje obrzęk, pieczenie i łzawienie. Do zatruć dochodzi najczęściej w przypadku dzieci spożywających czerwone jagody. W przypadku podrażnień skóry należy przemywać ją wodą z mydłem, w przypadku oczu – przemywać pod bieżącą wodą przez 15 minut. Po spożyciu należy po podaniu wody lub mleka możliwie niezwłocznie wywołać wymioty i skierować osobę poszkodowaną do leczenia lekarskiego lub szpitalnego.
Czermienią zatruć się może bydło i konie, zwłaszcza podczas suchego lata, gdy zwierzęta mogą dostać się w głąb bagien i skusić soczystymi liśćmi tego gatunku. Objawami zatrucia są: niepokój, ślinotok, drżenie, słabe i przyśpieszone tętno, śmierć może nastąpić bardzo szybko.
W wyniku suszenia lub gotowania właściwości trujące czermieni zanikają.
GenetykaLiczba chromosomów 2n = 36, 72.

## Ekologia
SiedliskoZasiedla wilgotne gleby torfiaste, kwaśne, na stanowiskach bagiennych: torfowiskach przejściowych, w okrajkach torfowisk wysokich, rzadziej na torfowiskach niskich, a także na brzegach kwaśnych zbiorników wodnych, w tym okresowo wysychających. Wymaga podłoża mokrego, błotnistego, organogenicznego i często jest to pło torfowcowe. Przerasta i utrwala silnie uwodnione pła tworzone najczęściej przez torfowca spiczastolistnego Sphagnum cuspidatum i kończystego Sph. fallax. Rośnie także w mszystych turzycowiskach, zaroślach wierzbowych, też w bagiennych brzezinach i olsach torfowcowych. W optymalnych warunkach – nad zbiornikami dystroficznymi może być gatunkiem bardzo ekspansywnym i wówczas pełni istotną rolę w lądowaceniu takich akwenów. Jest gatunkiem tolerancyjnym wobec warunków świetlnych, ale najlepiej rośnie w umiarkowanym nasłonecznieniu i półcieniu. Preferuje siedliska umiarkowanie ubogie (mezotroficzne) i umiarkowanie kwaśne (pH od 5 do 6). Mimo znacznego często udziału czermieni w zbiorowiskach bagiennych jej rola w tworzeniu torfu jest niewielka ze względu na szybki rozkład zamierających organów.
Interakcje z innymi gatunkamiGatunek często tworzy jednogatunkowe agregacje. Wyróżnia się zespół z jego dominacją – Calletum palustris, ale też uznaje się czermień za gatunek charakterystyczny dla zespołu pła szalejowego Cicuto-Caricetum pseudocyperi. Podkreślane jest też bardzo częste występowanie czermieni w różnych zbiorowiskach klasy Scheuchzerio-Caricetea fuscae. Do gatunków, które najczęściej towarzyszą czermieni należą siedmiopalecznik błotny Potentilla palustris i bobrek trójlistkowy Menyanthes trifoliata.
Na czermieni błotnej żerują wielożerne chrząszcze Tanysphyrus lemnae (ryjkowcowate). Jest ona też rośliną pokarmową: błotniarki stawowej, zatoczka rogowego, amura, desmana ukraińskiego, bobra, karczownika ziemnowodnego i piżmaka. Owoce są bardzo chętnie zjadane przez ptaki kaczkowate. Niedźwiedzie brunatne, po przebudzeniu ze snu zimowego, mają spożywać kłącza czermieni błotnej w celu pobudzenia układu pokarmowego do wypróżnienia.

## Systematyka i zmienność
Obecnie do rodzaju czermień zalicza się wyłącznie czermień błotną. Dawniej rodzaj ten obejmował wiele innych gatunków, wyłączonych później w odrębne rodzaje, np.:
- cantedeskia (Zantedeschia), np. Calla aethiopica, obecnie Zantedeschia aethiopica (cantedeskia etiopska), Calla elliottiana, obecnie Zantedeschia elliottiana; do dzisiaj w języku polskim powszechnie używaną nazwą zwyczajową roślin z rodzaju cantedeskia jest kalla (lub kalia), w angielskim calla lilly, a w niemieckim Calla lub Kalla-Lilien,
- Aglaonema, np. Calla picta, obecnie Aglaonema pictum,
- czermiówka, np. Calla aromatica, obecnie Homalomena aromatica, Calla humilis, obecnie Homalomena humilis,
- tarczeń, np. Calla virginica, obecnie Peltandra virginica.

Pozycja gatunku zgodnie z Angiosperm Phylogeny Website (aktualizowany system APG IV z 2016)Rodzaj Calla zaliczany jest do podrodziny Aroideae, rodziny obrazkowatych, rzędu żabieńcowców w kladzie jednoliściennych.
We wcześniejszych wersjach systemu APG (do wydania siódmego) rodzaj Calla był klasyfikowany do monotypowej podrodziny Calloideae. Po włączeniu rodzaju do Aroideae pozostaje jednak jego pozycja w nim mocno niejasna ze względu na szereg unikatowych cech. Do tych najbardziej osobliwych należy północny, okołobiegunowy zasięg (pozostali przedstawiciele Aroideae rosną w strefie klimatu umiarkowanego ciepłego i międzyzwrotnikowego – wspólny z nimi zasięg Calla ma tylko w Europie Zachodniej i wschodniej części Ameryki Północnej), budowa pyłku i obupłciowe kwiaty. Analizy molekularne wskazują na jego bazalną pozycję w obrębie podrodziny. Analizy porównawcze budowy pyłku, morfologiczno-anatomiczne i z zakresu fizjologii kwitnienia sytuują ten rodzaj raczej między podrodzinami Zamioculcadoideae (klad Stylochaeton) i Lasioideae lub między Zamioculcadoideae i Aroideae.
Pozycja gatunku w systemie Reveala z roku 2007 (2010)Gromada okrytonasienne (Magnoliophyta Cronquist, Takht. & Zimmerm. ex Reveal), podgromada Magnoliophytina (Frohne & U. Jensen ex Reveal), klasa Magnoliopsida (Brongn.), podklasa żabieńcowe (Alismatidae Takht.), nadrząd obrazkopodobne (Aranae Thorne ex Reveal), rząd obrazkowce (Arales Juss. ex Bercht. & J. Presl), rodzina obrazkowate (Araceae Juss.), rodzaj Calla L.
Zmienność
Opisana została forma C. palustris f. polyspathacea Victorin & Rousseau wyróżniająca się obecnością 2–3 kwiatostanów w obrębie jednej pochwy kwiatostanowej.

## Nazewnictwo
Toponimia nazwy naukowejNazwa naukowa rodzaju Calla pochodzi od greckiego słowa κάλλος (kallos – piękno) i została użyta już w pracach Pliniusza Starszego; nazwa gatunkowa palustris w języku łacińskim oznacza bagienny.
Nazwy zwyczajowePolska nazwa czermień wywodzi się od cerkiewnosłowiańskiego słowa чēрменъ (czrmĭn – czerwony). Inne nazwy, które zanotowano to: bobek błotny, czermień, czerwień, czerwień błotny, grzybieniec, kaczynek, nurzaniec, świnia trawa, teczk, tuczk, wesz wodna. W języku angielskim zwyczajowa nazwa czermieni błotnej to water arum (wodny obrazek), water dragon (wodny smok), wild calla (dzika kalla). W języku niemieckim roślinę tę określa się jako Drachenwurz, a zwyczajowo jako Sumpfkraut (błotne ziele), Drachenkraut (smocze ziele), Schlangenkraut (wężowe ziele) lub Schweinsohr (świńskie ucho).
Synonimy
- synonimy nomenklatoryczne:
  - Callaion palustris (L.) Raf.
  - Provenzalia palustris (L.) Raf.

- synonimy taksonomiczne:
  - Calla brevis (Raf.) Á.Löve & D.Löve
  - Calla cordifolia Stokes
  - Calla generalis E.H.L.Krause in J.Sturm
  - Calla ovatifolia Gilib.
  - Calla palustris f. aroiformis Asch. & Graebn.
  - Calla palustris f. gracilis Asch. & Graebn.
  - Calla palustris f. polyspathacea Vict. & J.Rousseau
  - Callaion bispatha (Raf.) Raf.
  - Callaion brevis (Raf.) Raf.
  - Callaion heterophylla (Raf.) Raf.
  - Provenzalia bispatha Raf.
  - Provenzalia brevis Raf.
  - Provenzalia heterophyla Raf.
  - Dracunculus paludosus Montandon

## Zagrożenia i ochrona
Gatunek ze względu na rozległy zasięg występowania oraz stabilny charakter populacji w znacznej jego części uznany został w Czerwonej Liście Międzynarodowej Unii Ochrony Przyrody (IUCN Red List) za gatunek najmniejszej troski (LC). Jednak regionalnie ustępuje na obszarach, gdzie tereny podmokłe są osuszane. Jako gatunek zagrożony wymieniany jest z terenów przy skraju zasięgu – z amerykańskich stanów: Illinois, Indiana i Maryland, a w Europie z: Francji, Szwajcarii, Czech i Chorwacji. W Polsce gatunek ma wciąż znaczną liczbę stanowisk, jednak wskazuje się na jej spadek.
Mokradła, w których czermień często rośnie, stanowią siedlisko przyrodnicze „torfowiska przejściowe i trzęsawiska (przeważnie z roślinnością z Scheuchzerio-Caricetea)” (kod 7140), wymagające ochrony w Unii Europejskiej w sieci obszarów Natura 2000.

## Zastosowanie
Rośliny jadalneW Szwecji wysuszone i sproszkowane kłącze czermieni błotnej, zawierające skrobię, było dodawane do mąki używanej do pieczenia chleba. W Bangladeszu z gotowanego kłącza przygotowuje się potrawę typu curry. Owoce, wysuszone i ugotowane, nadają się do spożycia. Są niesmaczne, ale bogate w składniki odżywcze. Indianie Ameryki Północnej z suszonych i sproszkowanych jagód i nasion przygotowywali mąkę.
Rośliny leczniczeNapar z korzeni czermieni stosowany był przez Indian Gitksan do przemywania oczu niewidomym, przy krwotokach i problemach z oddychaniem. Indianie Kri używali czermieni do leczenia obolałych nóg. Irokezi wywar z korzeni oraz okłady z pędów czermieni stosowali lecząc ukąszenia węży. Indianie Potawatomi stosowali okłady z korzeni przy obrzękach. Roślina wykorzystywana była leczniczo także w Europie. Surowcem leczniczym było kłącze znane jako Radix dracunculi palustris i stosowane było jako lek na ukąszenia węży. Współcześnie roślina w zasadzie nie jest stosowana do celów leczniczych, ewentualnie rzadko w lecznictwie ludowym.
Rośliny magiczneIndianie Gitksan dodawali czermień do napojów magicznych.
Rośliny ozdobneCzermień błotna uprawiana jest jako roślina ozdobna w oczkach wodnych. Najlepiej rośnie w stojącej lub wolno płynącej wodzie. Wymaga podłoża błotnistego, najlepiej żyznego i kwaśnego. Preferuje pełne słońce, ale dobrze rośnie również w warunkach zacienionych. Rozmnażanie przez podział kłączy wczesną wiosną lub z nasion. Jest rośliną niepodatną na choroby i szkodniki oraz mrozoodporną – rośnie od 2 do 6 strefie mrozoodporności. Zalecane jest usuwanie zamierających liści i partii kłączy.